# Selezione dei colori
In fotografia (e in cinematografia) con selezione dei colori si indica qualsiasi procedimento che, a partire da una scena reale o già registrata su pellicola, consenta di ottenere tre distinte registrazioni relative a tre gamme dello spettro visibile, dalle quali poter riottenere, per sintesi, "quasi tutti" i colori originali.
Gli attuali sistemi fotografici e cinematografici a colori sono basati sulla sintesi tricromatica, che consente di riprodurre la quasi totalità dei colori percepibili dal sistema visivo umano a partire da tre colori detti primari.
Perché tale procedimento di sintesi sia possibile, è tuttavia necessario un preventivo procedimento di analisi dei colori della scena reale. Per fare ciò si suddivide lo spettro visibile in tre bande parzialmente sovrapposte, centrate sulle lunghezze d'onda corrispondenti ai colori rosso, verde e blu, e si effettuano su pellicola tre distinte registrazioni, una per ciascuna banda. In altre parole è come se la scena venisse analizzata mediante tre filtri di colore rosso, verde e blu, le cui curve di trasferimento imitano le curve di sensibilità spettrale dell'occhio umano.
L'analisi può avvenire direttamente in una pellicola a colori, che contiene tre strati di emulsione sensibilizzati alle tre bande, oppure esponendo tre pellicole in bianco e nero pancromatiche, che sono sensibili a tutti i colori, mediante tre filtri rispettivamente rosso, verde e blu, aventi le caratteristiche descritte sopra.
Quest'ultimo procedimento è chiamato fotografia di selezione dei colori, e i tre negativi sono chiamati negativi di selezione, più precisamente negativo di selezione (o di registrazione) del verde, del rosso e del blu.

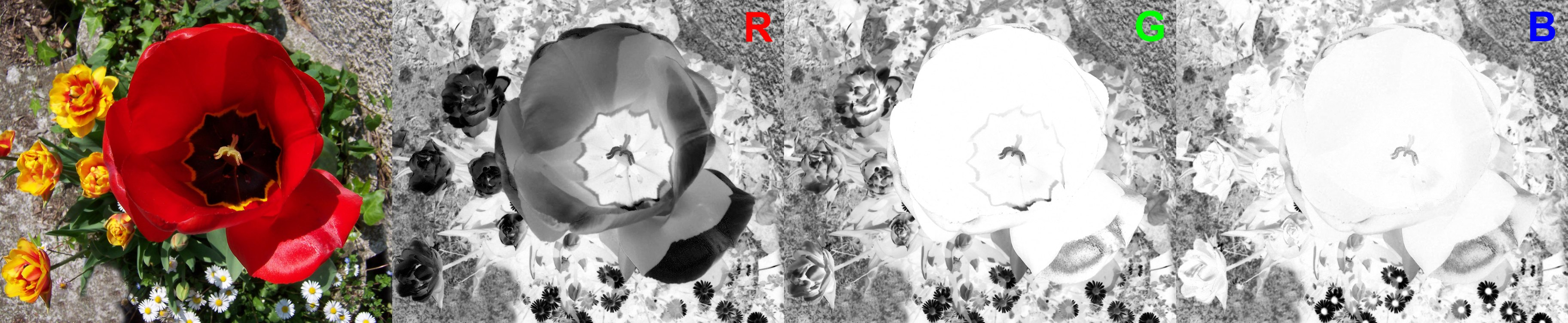
Immagine a colori e negativi di selezione del rosso (R), verde (G) e blu (B)

Se si fa uso, anziché di tre negativi in bianco e nero, di tre positivi in bianco e nero (ottenibili con una pellicola pancromatica in bianco e nero invertibile o per stampa positiva dai negativi in bianco e nero), si parla di positivi di selezione.

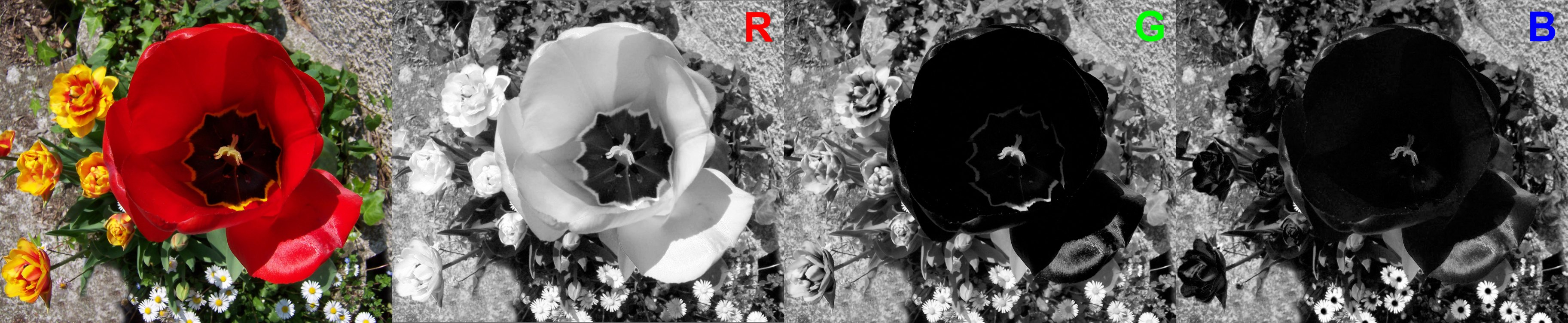
Immagine a colori e positivi di selezione del rosso (R), verde (G) e blu (B)

I negativi e i positivi di selezione si possono anche ottenere non riprendendo direttamente una scena reale, ma partendo da pellicole a colori e stampandole, sempre attraverso tre filtri verde, rosso e blu, su pellicole in bianco e nero. In questo caso però le caratteristiche dei filtri sono diverse da quelle dei filtri usati per ottenere le fotografie di selezione di una scena reale. Si usano invece filtri a banda stretta, perché l'uso di filtri a banda larga come quelli le cui curve di trasferimento imitano le curve di sensibilità spettrale dell'occhio umano, sarebbe controproducente. In questo caso si tratta infatti di registrare le informazioni contenute negli strati ciano, magenta e giallo di un negativo o di un positivo a colori e, per fare un esempio, un filtro verde a banda larga non sarebbe trasparente solo alla luce che attraversa gli strati ciano e giallo della pellicola, ma anche a parte di quella che attraversa lo strato magenta (un discorso analogo vale per i filtri rosso e blu). 
I negativi e i positivi di selezione sono stati usati in passato in diversi procedimenti di cinematografia a colori, come il Gasparcolor o il più famoso di tutti, il Technicolor Process N. 4. Attualmente sono principalmente usati per le riproduzioni a colori a stampa, per stampe fotografiche a trasferimento di colorante, nel procedimento cinematografico Technicolor Process N. 6, e per ottenere copie a lunga conservazione di film a colori.